# Comuna Haderslev (1970-2006)
Haderslev (Haderslev Kommune) a fost o comună din comitatul Sønderjyllands Amt, Danemarca, care a existat între anii 1970-2006. Comuna avea o suprafață totală de 272,17 km² și o populație de 31.573 de locuitori (în 2005), iar din 2007 teritoriul său face parte din comuna Haderslev.
1. ↑  Danske borgmestre 1970-2018 (PDF)